# Kazimieravo šlapžemės
Kazimieravo šlapžemės este o arie protejată (arie de protecție specială avifaunistică — SPA) din Lituania întinsă pe o suprafață de 145,09 ha, integral pe uscat.

## Localizare
Centrul sitului Kazimieravo šlapžemės este situat la coordonatele 54°56′19″N 25°10′38″E / 54.9386°N 25.1772°E.

## Înființare
Situl Kazimieravo šlapžemės a fost declarat arie de protecție specială avifaunistică în iunie 2005 pentru a proteja 11 specii de animale.

## Biodiversitate
Situată în ecoregiunea boreală, aria protejată nu include niciun habitat protejat.
La baza desemnării sitului se află mai multe specii protejate de  păsări (11): ciuf de câmp (Asio flammeus), buhai de baltă (Botaurus stellaris), chirighiță neagră (Chlidonias niger), erete de stuf (Circus aeruginosus), erete cenușiu (Circus pygargus), cocor (Grus grus), sfrâncioc roșiatic (Lanius collurio), gușă albastră (Luscinia svecica), cresteț cenușiu (Porzana parva), cresteț pestriț (Porzana porzana), fluierar de mlaștină (Tringa glareola).